# Малахов, Игорь Митрофанович
Игорь Митрофанович Малахов (1934—2007) — советский хоккеист с мячом, мастер спорта СССР (1955), заслуженный тренер СССР (1979).

## Биография
Начал играть в 1949 году в Москве в детской команде завода «Красный пролетарий». Выступал за «Крылья Советов» и «Буревестник».
В 1954 году перешёл в ЦСКА, где провёл 7 сезонов. В 1956 году привлекался в сборную, в составе которой стал серебряным призёром Московского международного турнира.
В 1961 году переехал в ленинградское «Динамо», где провёл 3 сезона.
В 1964 году окончил военный факультет при Ленинградском ГИФК им. П. Ф. Лесгафта и вскоре переехал в Свердловск, где 3 года выступал за СКА.
Окончив карьеру в 1967 году, занимался тренерской работой в Свердловске. главный тренер свердловского СКА по хоккею на траве в 1969—1970 годах.
Тренер СКА (Свердловск) по хоккею с мячом с 1967 по 1972 гг. и 1977—1981 гг. Дважды во главе СКА выиграл золотые медали чемпионатов СССР (1968, 1971), серебряную (1969) и бронзовую (1970) медали.
Возглавлял кемеровский «Кузбасс» с 1982 по 1987 гг., под его руководством «Кузбасс» вышел в высшую лигу в 1986 г.
Работал тренером в команде по хоккею с шайбой — СКА (Свердловск) — 1973—1975 гг. и главным тренером в команде «Звезда» (Чебаркуль, Челябинская область) — 1975/1976 гг.
Кроме этого, работал тренером в детско-юношеских командах СКА — 1972/73, 1976/77 и 1981/82 гг., в школе СКА — 1987—1989 гг. и заместителем директора СДЮСШОР № 18 (Свердловск/Екатеринбург) — 1989—2004 гг. Под руководством Малахова сборная Свердловской области была победителем Спартакиады народов СССР 1990 г., вторым (1970) и третьим (1989) призёром Спартакиад народов РСФСР, СКА стал чемпионом СССР среди юниоров в 1989 г., вторым призёром чемпионата среди юношей в 1988 г.
Награжден золотой медалью Всесоюзного комитета по физической культуре и спорту (1969) и почетным знаком «За заслуги в развитии физической культуре и спорту» (1997).
Скончался 15 октября 2007 года в Екатеринбурге. Похоронен на Сибирском кладбище.
В 2012 году установлена мемориальная доска на доме, где жил И. М. Малахов (Сибирский тракт, 5, корпус 2).

## Достижения
Чемпион СССР (2): 1966, 1966 

 Серебряный призёр (5): 1956, 1958, 1960, 1965, 1967

 Бронзовый призёр (3): 1954, 1959, 1961

Включался в список лучших игроков сезона (1) — 1960

## Семья
Супруга — Лидия Васильевна. Сын — Владимир Малахов, заслуженный мастер спорта СССР, олимпийский чемпион 1992 года, чемпион мира 1990 года, обладатель Кубка Стэнли 2000 года.